# قصه‌های مجید
قصه‌های مجید یک مینی‌سریال ایرانی محصول سال ۱۳۶۹ به تهیه‌کنندگی، کارگردانی و نویسندگی کیومرث پوراحمد بر پایهٔ کتابی به همین نام از هوشنگ مرادی کرمانی است. این مجموعه داستان نوجوانی بازیگوش به نام مجید (مهدی باقربیگی) را روایت می‌کند که پدر و مادرش را از دست داده و همراه با مادربزرگش بی‌بی (پروین‌دخت یزدانیان) در اصفهان زندگی می‌کند. قصه‌های مجید اوایل دههٔ ۱۳۷۰ در ۱۵ قسمت از برنامهٔ کودک و نوجوان شبکه یک پخش شد.
داستان اصلی قصه‌های مجید در کرمان می‌گذرد؛ اما در مجموعهٔ تلویزیونی محیط قصه به اصفهان تغییر یافته است. قصه‌های مجید در زمان پخش خود از محبوبیت خاصی در میان کودکان و نوجوانان و حتی بزرگسالان برخوردار شد.

## داستان
داستان سریال روایتگر لحظاتی از زندگی نوجوانی به نام مجید و مادربزرگش بی‌بی است. هر قسمت از سریال براساس یکی از داستان‌های کتاب ساخته شده که از آن جمله می‌توان به ملخ دریایی، امتحان ورزش، زنگ انشاء، اردو و… اشاره کرد.

## بازیگران
| بازیگر            | نقش                                         | توضیحات           |
| ----------------- | ------------------------------------------- | ----------------- |
| پروین‌دخت یزدانیان | بی‌بی                                        |                   |
| مهدی باقربیگی     | مجید                                        |                   |
| جهانبخش سلطانی    | ناظم مدرسه؛ همسایه؛ همسفر شیراز؛ آقای کیوان |                   |
| مرتضی حسینی       | آقای حیدری                                  | معلم ریاضی و ورزش |
| جمشید صدری        | مدیر مدرسه                                  |                   |
| محمدعلی میانداری  | معلم سخت گیر ریاضی                          |                   |
| بیژن رافعی        | آقای احمدی                                  | معلم انشا         |
| حسین حشمتی        | خیاط                                        |                   |

## قسمت‌ها
سریال قصه‌های مجید در ۱۵ قسمت پخش شده است.
| شماره | نام               | بر اساس داستان              | توضیحات      |
| ----- | ----------------- | --------------------------- | ------------ |
| ۱     | لباس عید          | خیاط                        | اسفند 1369   |
| ۲     | ملخ دریایی        | ماهی                        | بهار 1370    |
| ۳     | ملخ دریایی        | ماهی                        | بهار 1370    |
| ۴     | ورزش              | نمره                        | بهار 1370    |
| ۵     | ورزش              | نمره                        | بهار 1370    |
| ۶     | اردو              | اردو                        | تابستان 1370 |
| ۷     | اردو              | اردو                        | تابستان 1370 |
| ۸     | خواب‌نما           | خواب‌نما                     | تابستان 1370 |
| ۹     | یک بعد از ظهر گرم | هندوانه                     | تابستان 1370 |
| ۱۰    | بهانه             | کراوات                      | تابستان 1370 |
| ۱۱    | بهانه             | کراوات                      | تابستان 1370 |
| ۱۲    | ژاکت              | ژاکت پشمی                   | زمستان 1370  |
| ۱۳    | سفرنامه شیراز     | دو داستان از کتاب           | زمستان 1370  |
| ۱۴    | شرم               | طلبکار                      | فیلم سینمایی |
| ۱۵    | صبح روز بعد       | جدول ضرب، تشویق و آقای ناظم | فیلم سینمایی |

## تولید
این مجموعهٔ تلویزیونی در مدرسه آلیانس اصفهان (راهنمایی حلبیان امروزی) فیلم‌برداری شده است.

## فیلم‌های سینمایی
فیلم‌های سینمایی شرم (۱۳۷۰)، صبح روز بعد (۱۳۷۰) و نان و شعر (۱۳۷۲) هر سه براساس داستان‌های دیگری از کتاب قصه‌های مجید و به کارگردانی پوراحمد ساخته شده‌اند.